# 구미시립중앙도서관
구미시립중앙도서관은 경상북도 구미시 형곡동 소재의 도서관이다.

## 연혁
- 1991.12.07 도서관 본관 착공
- 1993.03.11 도서관 준공
- 1993.11.23 도서관 설치조례공포
- 1994.02.15 도서관 본관 개관

## 시설현황
- 3층: 종합자료실, 디지털자료실, 정기간행물실
- 2층: 일반열람실, 어린이자료실, 시청각실, 휴게실
- 1층: 강의실, 성인열람실, 회의실, 세미나실, 전산교육장, 강당, 관장실, 사무실, 정리실
- 지하1층: 기계실, 전기실, 식당, 매점

## 이용 안내
휴관일
- 자료실
  - 정기휴실: 매월 첫번째, 세번째 월요일 및 법정공휴일
  - 임시휴실: 장서점검 등 도서관사정으로 인한 임시휴일
- 일반열람실: 신정, 설날, 추석 연휴기간